# Żelazowa Wola (Liapounov)

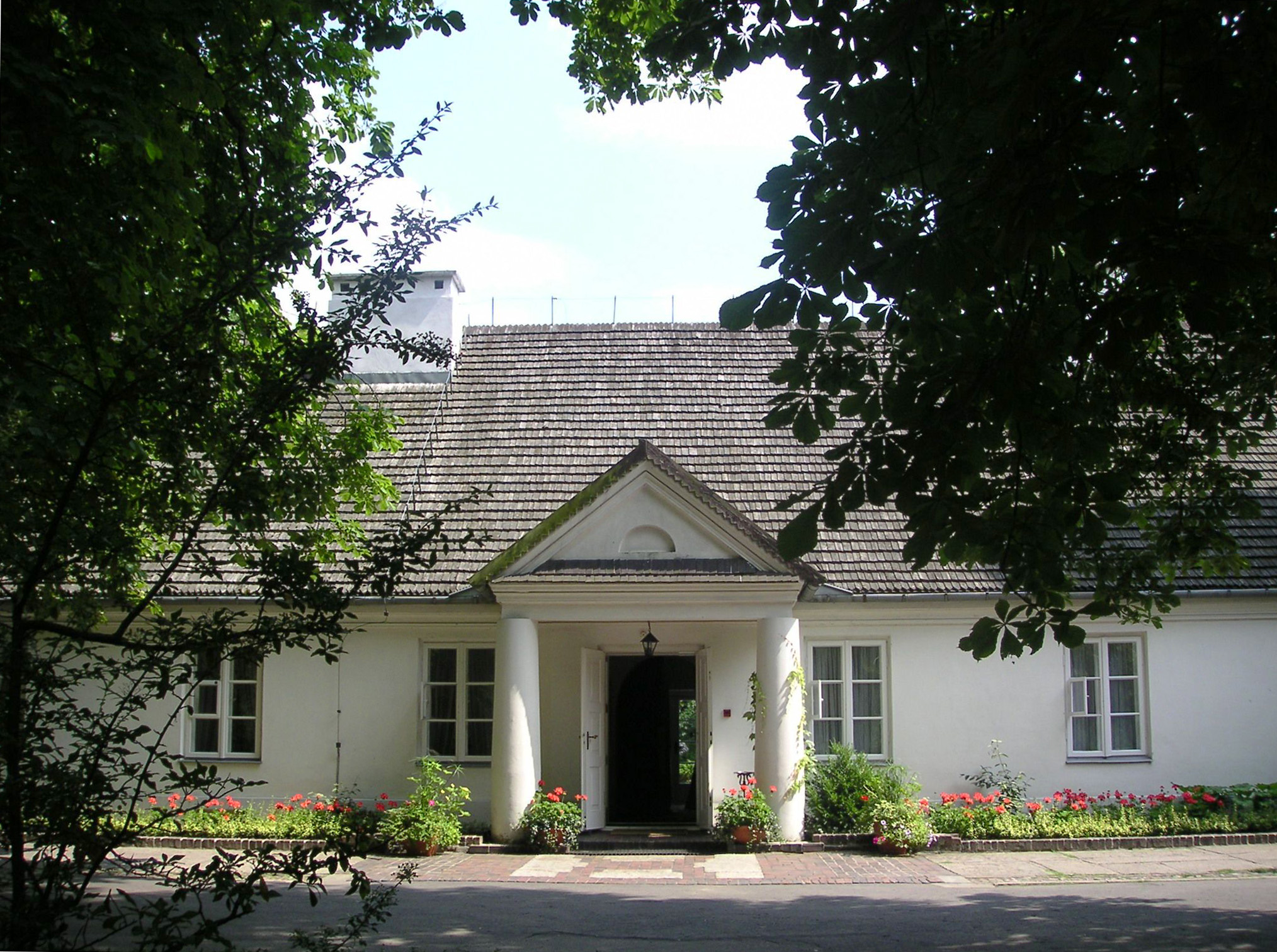
La maison natale de Chopin

Żelazowa Wola op. 37 est un poème symphonique de Sergueï Liapounov composé en 1909 en vue de la célébration du centenaire de la naissance de Frédéric Chopin en 1810 : son titre évoque le lieu de naissance du compositeur, Żelazowa Wola, village de Mazovie, au centre-ouest de la Pologne. L'œuvre est dédiée à Frédéric Chopin. Elle a été publiée à Leipzig en 1910 par J.H.Zimmerman.
Dans sa préface à la partition, Liapounov explique qu'il a essayé de faire revivre « l'atmosphère populaire et musicale qui a entouré le grand musicien dans son enfance, percevant l'image du pays d'origine dans sa pureté et sa simplicité initiale ». Dans sa notice pour la revue Gramophone à l'occasion du premier enregistrement de l'Orchestre symphonique d'URSS dirigé par Evgeny Svetlanov en 1986, John Warrack note que le début de la composition cite les premières mesures de la Mazurka en la mineur, Op. 17, nº 4 de Chopin.

## Enregistrements
- Orchestre symphonique Tchaïkovski de la Radio de Moscou — Alexandre Gauk, Melodiya, 1956.
- Orchestre symphonique d'URSS — Evgueny Svetlanov, Melodiya, 1986.